# Grabow
Grabow er en by i det nordøstlige Tyskland med ca. 5750 indbyggere (2012)[kilde mangler], beliggende under Landkreis Ludwigslust-Parchim i delstaten Mecklenburg-Vorpommern. I 1725 raserede en brand, som gjorde det af med stort set alle de gamle huse. Byen er derfor præget af bindingsværkshuse bygget op gennem 1700-tallet, heriblandt et markant rådhus fra 1726.
Grabow er bl.a. venskabsby med Albertslund.